# Ceromya cephalotes
Ceromya cephalotes là một loài ruồi trong họ Tachinidae.